# Ньюсмейкер
Ньюсмейкер (англ. newsmaker — «производитель новостей») — это журналистский термин, обозначающий человека, обладающего достаточным количеством информации и компетентности, чтобы выступать в качестве источника новости.

Деятельность ньюсмейкера предполагает намеренную или ненамеренную публичность и вызывает устойчивый интерес СМИ. Обычно журналистов интересует текущая деятельность ньюсмейкера, изменения его статуса, изменения в его окружении и его личная жизнь. В буквальном переводе с английского — «тот, кто делает новости». Авторство ввода термина в русском языке приписывается Глебу Павловскому и Владимиру Яковлеву — основателям издательского дома (ИД) «Коммерсантъ». 
Вместе с Володей мы вводили термины "ньюсмейкер" и "эксперт". У меня остались теплые воспоминания о совместной работе.Глеб Павловский

## Виды ньюсмейкеров
- Должностные ньюсмейкеры, ставшие таковыми в силу своего положения, должности или статуса: госслужащие, руководители, политики, предприниматели;
- Харизматические ньюсмейкеры, ставшие таковыми благодаря своим личным качествам: артисты, шоу-звёзды, телеведущие;
- Ненамеренные ньюсмейкеры: очевидцы произошедшего, случайно оказавшиеся в гуще событий;

## Критерии отбора ньюсмейкеров
Ньюсмейкер как вид источника информации должен удовлетворять определенные требования, которые журналист должен учитывать, прежде чем использовать в своих материалах полученную от него информацию. Основными критериями отбора ньюсмейкеров при создании материала являются:
- репутация: достоверность ньюсмейкера определяется уровнем поступающей от него информации. Чем выше процент подтвержденной информации (сбывшихся прогнозов, подтвержденных сообщений и т. п.), тем достовернее источник, тем выше его репутация. Однако не следует забывать, что даже самый проверенный ньюсмейкер может поступиться своей репутации ради достижения личной выгоды;
- ангажированность: чем более независим источник, тем более объективна поступающая от него информация, а значит, и более достоверна
- компетентность и профессионализм: в данном случае необходимо учитывать, насколько ньюсмейкер разбирается в теме, интересующей журналиста, насколько он компетентен выступать в качестве источника
- наличие связей на более высоком уровне: позволяет понять, действительно ли ньюсмейкер обладает инсайдеровской информацией, или предоставляет заведомо ложную информацию, преследуя личные цели

## Ньюсмейкер как участник публичного диалога
В рамках коммуникативных контактов журналист получает информацию, экспертные оценки, комментарии политиков, выступающих в роли ньюсмейкеров. От качества общения в значительной степени"зависит информационное наполнение материалов в СМИ. Между журналистом и ньюсмейкером происходит взаимовыгодный обмен: ньюсмейкер предоставляет информацию, журналист — публичность. Журналист выступает в качестве посредника, доставляя информацию от ньюсмейкера его целевой аудитории. В качестве целевой аудитории ньюсмейкера выступает группа людей, объединенных общими признаками, к которым ньюсмейкер обращается, преследуя определенные цели. В качестве цели может выступать как желательная деятельность со стороны целевой аудитории (избиратель выбирает, покупатель — покупает), но и устранение конкурентов, получение новых партнеров и инвесторов, итд.
Ключевое сообщение ньюсмейкера — это и есть та информация, которая лучше всего способствует достижению целей ньюсмейка и которую тот транслирует через СМИ для своей целевой аудитории. Ключевое сообщение должно быть емким и ярким, чтобы лучше всего запомниться потребителю СМИ. Ключевое сообщение — основа домашних заготовок ньюсмейкера, которые тот готовит к встрече с журналистами. Главная часть ключевого сообщения — ударная фраза — речевое обращение, обладающее наибольшим потенциалом цитирования.

#### Стратегия взаимодействия ньюсмейкера и журналиста
Стратегия взаимодействия журналиста и ньюсмейкера — это их способ поведения в отношении друг друга. Выделяют пять основных стратегий поведения:
1. давление
2. уход
3. сотрудничество
4. уступка
5. компромисс

Дополнительно к этим стратегиям можно также отнести манипуляции журналистов (набор приемов, которые журналист использует для получения уникальной и востребованной информации от ньюсмейкеров): спекуляции, сложный парафраз эмоциональные провокации. Схема поиска компромисса — способ обмена уступками с журналистом, который позволяет достичь максимальных результатов обеим сторонам. Компромисс с журналистом проходит по линии источника, контента и формат передачи информации.